# دورتی اپلبی

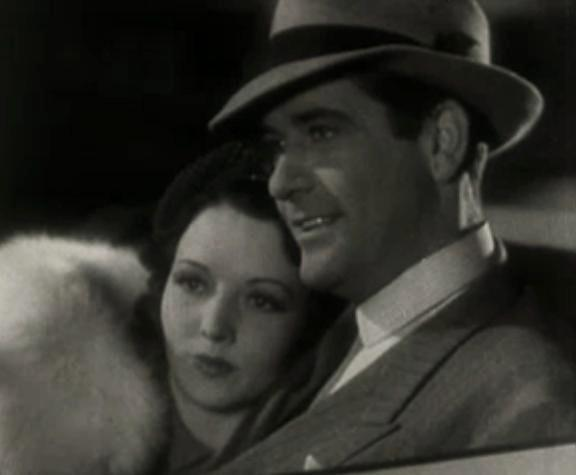
دوروتی اپلبی و گرانت ویثرز در فیلم بهشت سریع (۱۹۳۷)

دورتی اپلبی (انگلیسی: Dorothy Appleby؛ ۶ ژانویهٔ ۱۹۰۶ – ۹ اوت ۱۹۹۰) یک هنرپیشه اهل ایالات متحده آمریکا بود.